# L'Amoureux de madame Maigret
L'Amoureux de Mme Maigret est une nouvelle de Georges Simenon, publiée en 1939.  Elle fait partie de la série des Maigret.

## Historique
La nouvelle est écrite à Neuilly pendant l'hiver 1937-1938 ou à Porquerolles en mars 1938. Elle connaît une première publication lors d'une édition pré-originale dans l'hebdomadaire Police-Roman, no 66 du 28 juillet 1939.
La nouvelle est reprise dans le recueil Les Nouvelles Enquêtes de Maigret en 1944 chez Gallimard.

## Résumé
Lorsque le gardien du square donnant sous les fenêtres de Maigret ferme la quatrième grille, le commissaire constate que, curieusement, celui-ci n'a pas vu l'homme au complet gris, assis sur un banc. Maigret prend son veston et descend sur la place ; il se rend directement auprès de l'inconnu.
Par la fenêtre, Mme Maigret voit son mari penché sur l'homme assis et hocher négativement la tête. Il est mort.
L'enquête établit que l'homme (surnommé « l'amoureux de Madame Maigret » par le commissaire) a été abattu à l'aide d'une carabine à air comprimé. Le coup est certainement parti d'un appartement donnant, comme celui des Maigret, sur la place des Vosges. Mais la surprise tient essentiellement au fait que la victime est en réalité un jeune homme de vingt-huit ans qui portait un déguisement.

## Éditions
- Édition originale : Gallimard, 1944
- Tout Simenon, tome 24, Omnibus, 2003  (ISBN 978-2-258-06109-5)
- Folio Policier, n° 679, 2013  (ISBN 978-2-07-030451-6)
- Tout Maigret, tome 10, Omnibus,  2019  (ISBN 978-2-258-15349-3)

## Adaptations
- L'innamorato della signora Maigret, téléfilm italien de Mario Landi, avec Gino Cervi, diffusé en 1966 (épisode de la série télévisée Les enquêtes du commissaire Maigret).
- L'Amoureux de Mme Maigret, téléfilm français de James Thor, avec Jean Richard, diffusé en 1989.